# الأرحاء
الأرحاء هي قرية تاريخيَّة تقع قرب واسط في العراق.

## أعلام
يُنسب إليها أبو السعادات علي بن أبي الكرم بن علي الأرحائي الضرير، الذي سمع صحيح البخاري ببغداد من أبي الوقت السجزي.

### فهرس المنشورات
1. ↑  الحموي (1977)، ج. 1، ص. 144.

### معلومات المنشورات كاملة
الكتب مرتبة حسب تاريخ النشر
- ياقوت الحموي (1977)، معجم البلدان (ط. 1)، بيروت: دار صادر، OCLC:1014032934، QID:Q114913343